# Eau Noire
Die Eau Noire ist ein Fluss, der im französischen Département Haute-Savoie und im Kanton Wallis, Schweiz, verläuft.
Der Fluss entspringt im Aiguilles-Rouges-Massiv, nahe dem Col de l’Encrenaz, im Gemeindegebiet von Vallorcine, Frankreich. Zwischen der Stadt Vallorcine und Le Châtelard überquert er die Grenze zur Schweiz. Schließlich mündet der Fluss nach ca. 13 Kilometern bei Finhaut als linker Nebenfluss in den Trient.